# 網走駅
網走駅（あばしりえき）は、北海道網走市新町2丁目にある北海道旅客鉄道（JR北海道）の駅である。事務管理コードは▲122535。駅番号はA69。オホーツク総合振興局の所在地、網走市の中心駅である。
どちらも当駅を終点とする石北本線（所属線）・釧網本線の2路線が乗り入れ、一部列車は相互に直通運転する。このほか、かつては浜網走駅までの貨物線および湧網線も分岐していた。

## 歴史

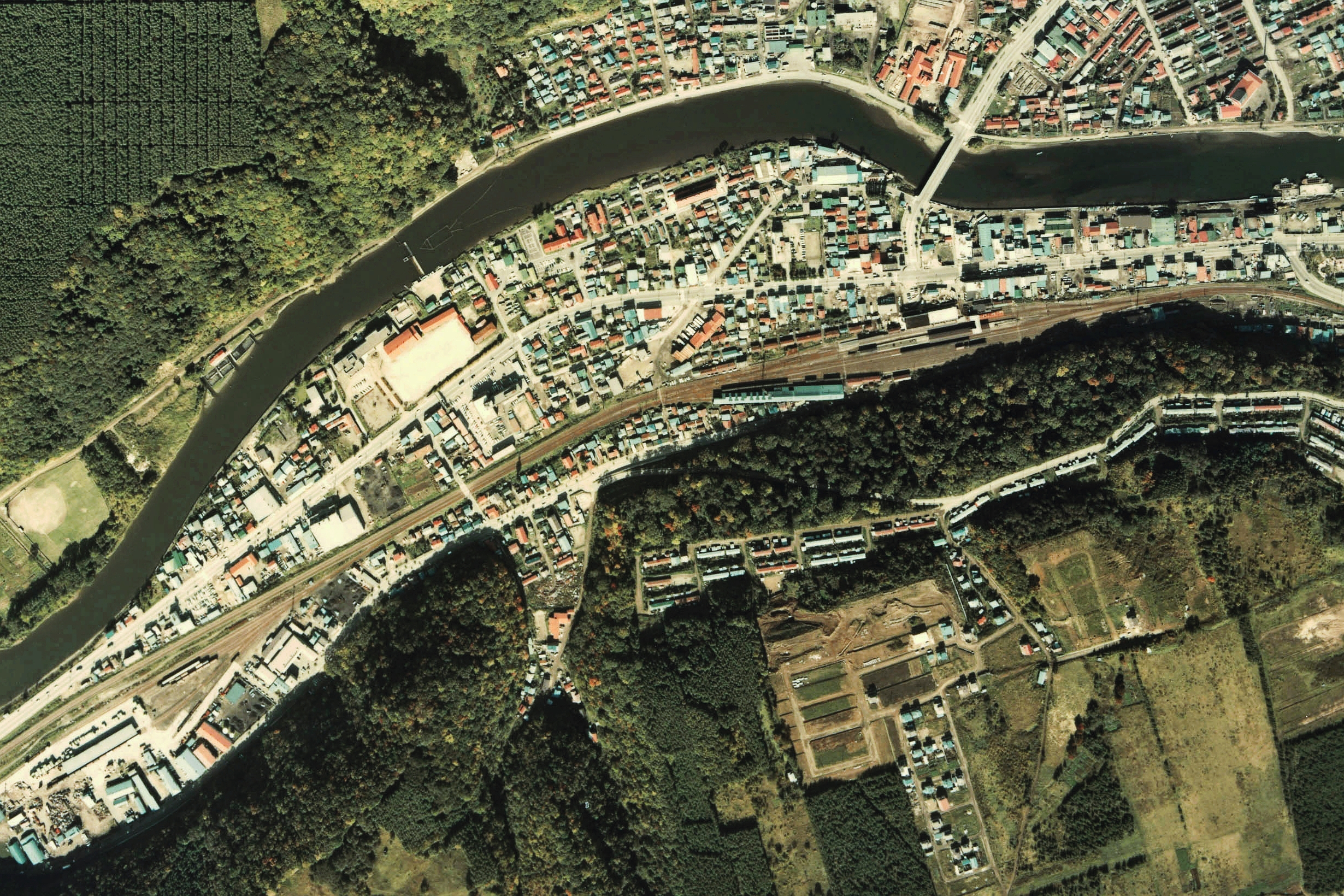
1977年の網走駅（中央右）及び貨物駅の浜網走駅（左下）と周囲約1km×1.5km範囲。右が釧網本線釧路方面。左が石北本線新旭川方面と湧網線中湧別方面。
網走駅は駅舎側ホームが切り欠き状になった複合ホーム2面4線で、駅舎横切り欠きホームの0番線は湧網線が発着していた。駅裏側に客車の留置線が7本、車庫へ3本、駅舎横釧路側貨物ホームへ1本の引込み線とそこから釧路側へ伸びる留置線が有り、また駅裏釧路側には転車台が残されている。
転車台の先の道路右端に見える公園はかつての浜網走駅、つまり初代網走駅の構内の西端に当たり、公園と道営団地を含む南3条西4丁目から網走橋手前の西1丁目までが構内で、駅舎は南側に有った
左下に移転後の2代目浜網走駅が見える。

現在の網走駅は2代目にあたり、もともとは800mほど東に初代の駅が設置されていた。
後の釧網本線の前身となる路線の開通に伴い、当駅を通過する運行は当駅で折り返しを行う必要が生じた。このため、網走川の河川改修と埋立拡張を行い、釧網線全通翌年に旅客・小荷物に関わる機能を現在駅へ移転した。

### 年表
- 1912年（大正元年）
  - 10月5日：鉄道院網走線（→網走本線）野付牛駅（→北見駅） - 当駅間延伸により網走駅（初代）開設[7][8]。一般駅[2]。
  - 10月15日：野付牛機関庫網走分庫設置。
- 1913年（大正2年）11月16日：野付牛機関庫網走分庫廃止。
- 1924年（大正13年）11月15日：網走本線 当駅 - 北浜駅間延伸開業[7]。
- 1931年（昭和6年）9月20日：網走本線 当駅 - 札弦駅間を釧網線（→釧網本線）に編入。網走本線と釧網線の境界駅となる。
- 1932年（昭和7年）12月1日：移転に伴い次のように変更[9]。
  - 呼人駅 - 網走駅（初代）間に網走駅（2代）を新設。旅客・手荷物・小荷物・附随小荷物のみ取扱い。
  - 網走駅（初代）を浜網走駅（初代）に改称。貨物のみ取り扱い。
  - 経路変更により、釧網線の終点が初代駅から2代目駅となる。
- 1935年（昭和10年）10月10日：湧網東線（→湧網線）開業[3]。
- 1949年（昭和24年）6月1日：公共企業体である日本国有鉄道に移管。
- 1950年（昭和25年）2月1日：北見客貨車区網走支区設置。
- 1954年（昭和29年）8月13日：昭和天皇、香淳皇后が網走市に行幸啓。翌日にかけてお召し列車が発着[10]。
- 1961年（昭和36年）4月1日：網走本線の北見 - 本駅 - 浜網走間を石北本線に編入。所属線を網走本線から石北本線に変更。
- 1968年（昭和43年）10月1日：みどりの窓口設置[11]。
- 1969年（昭和44年）10月4日：浜網走駅を当駅の鱒浦方から呼人方へ移転[2]。本駅 - 浜網走間改キロ[2]。
- 1977年（昭和52年）12月12日：駅舎改築。
- 1984年（昭和59年）2月1日：石北本線貨物支線当駅 - 浜網走間廃止[2]。
- 1986年（昭和61年）11月1日：貨物および（新聞紙以外の）荷物取扱い廃止[2]。
- 1987年（昭和62年）
  - 3月20日：湧網線全線廃止[3]。
  - 4月1日：国鉄分割民営化により北海道旅客鉄道（JR北海道）に継承[7]。
- 2007年（平成19年）10月1日：石北本線・釧網本線全区間で駅ナンバリングを実施。
- 2009年（平成21年）
  - 1月：網走市観光協会による案内所を道の駅流氷街道網走に移転し閉鎖[新聞 1]。
  - 6月：観光協会により案内所を再設置[新聞 1]。
- 2016年（平成28年）
  - 3月16日：キヨスクが閉店[新聞 2][12]。
  - 3月31日：ツインクルプラザ（JR旅行センター）が営業終了[JR北 1][新聞 3]。
- 2022年（令和4年）度：話せる券売機を設置[JR北 2]。

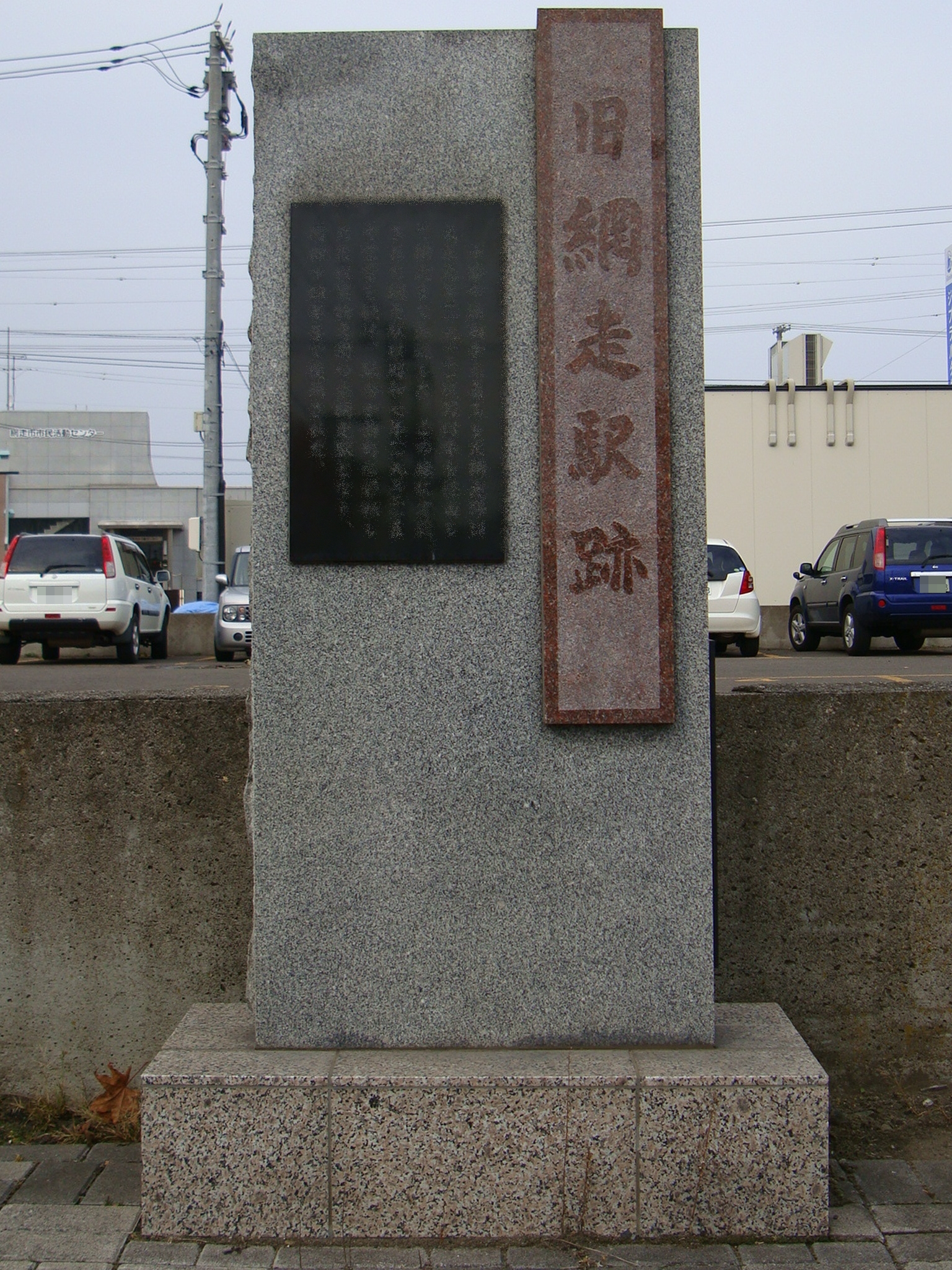
市内南3条西3丁目にある（初代）網走駅、（初代）浜網走駅跡地石碑（2009年10月）

## 駅構造
2面3線の単式・島式の複合ホーム。全ホーム双方向に発着できるため、厳密な方向分けは行われていない。特急列車と両線直通列車は駅舎に面した1番のりばを使用する。ホーム間は跨線橋で連絡している。構内には北見運転所網走詰所の客車庫線が2線と給油施設を持った留置線があり、気動車の仕業検査・夜間滞泊が行われる。
湧網線は主に0番のりばに発着していた。湧網線の列車はキハ22形気動車の単行運転が多く、0番のりばは車両3両分程度の長さであった。現在線路は撤去されて駐車場となっている。0番のりば付近の駅名標は1番のりば側は現在のデザインだが、0番のりば側は隣の駅名が消されているものの当時の面影を残している。

### のりば
| 番線  | 路線      | 方向 | 行先               | 備考           |
| ----- | --------- | ---- | ------------------ | -------------- |
| 1 - 3 | ■石北本線 | 上り | 北見・札幌方面     | おもに1番線    |
| 1 - 3 | ■釧網本線 | 下り | 知床斜里・釧路方面 | おもに2・3番線 |

終日社員配置駅。みどりの窓口、話せる券売機、駅弁の販売店（モリヤ商店）、駅構内に網走市駅観光案内所がある。
早朝・夜間は営業上での無人駅扱いとなるが、信号・操車を行う輸送社員は終日配置され、車両の留置も行われる。

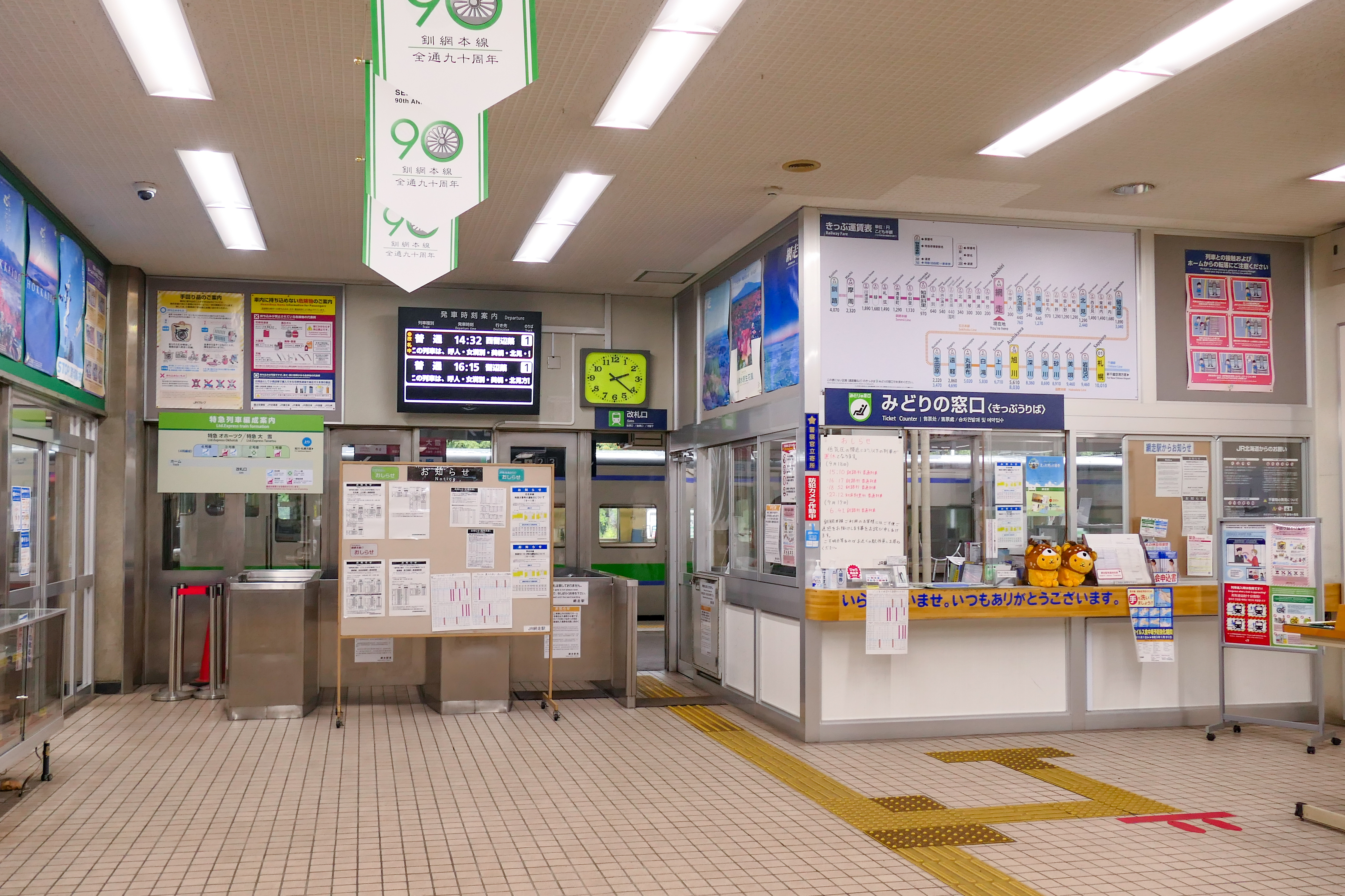
みどりの窓口と改札口（2021年9月）
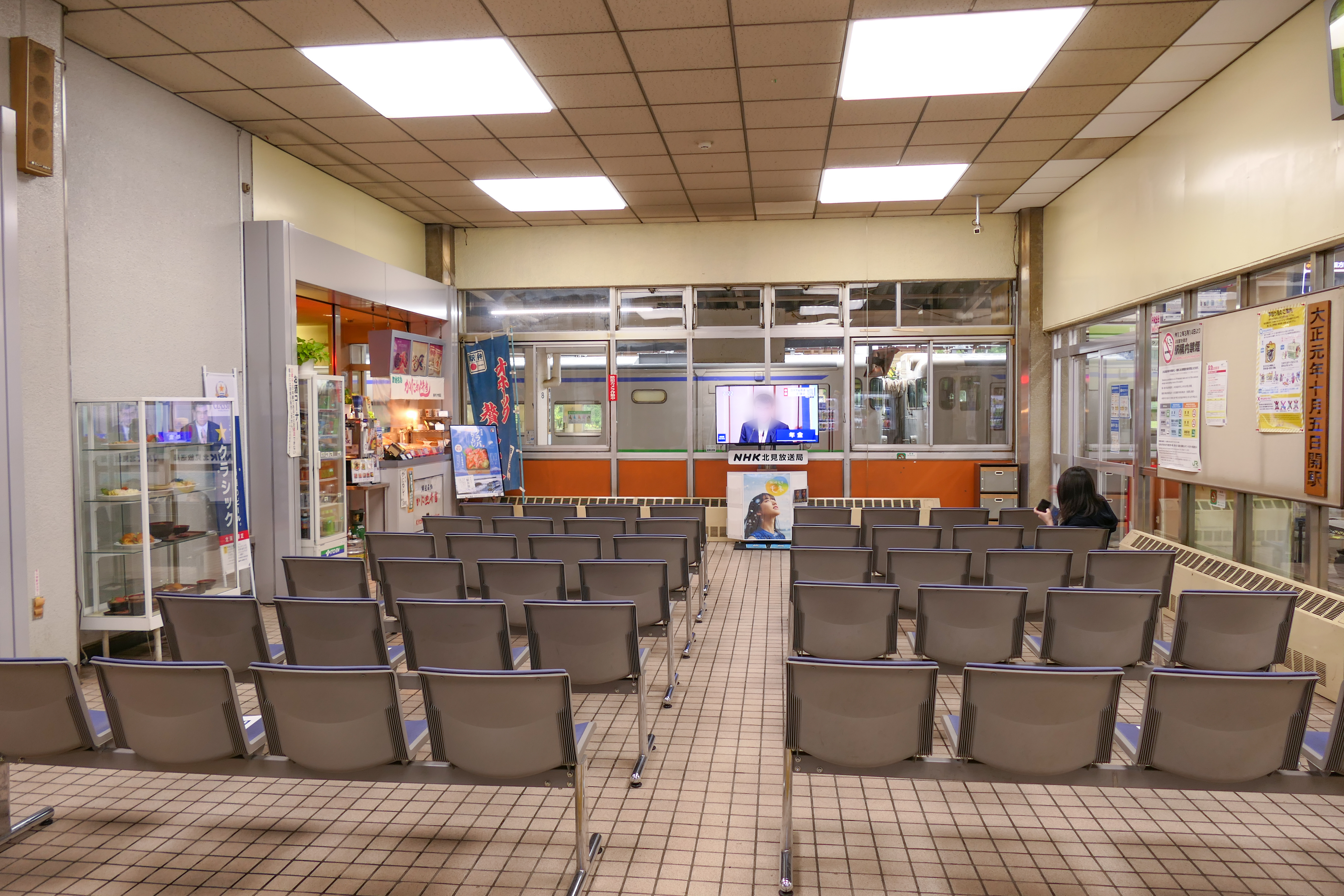
待合室（2021年9月）
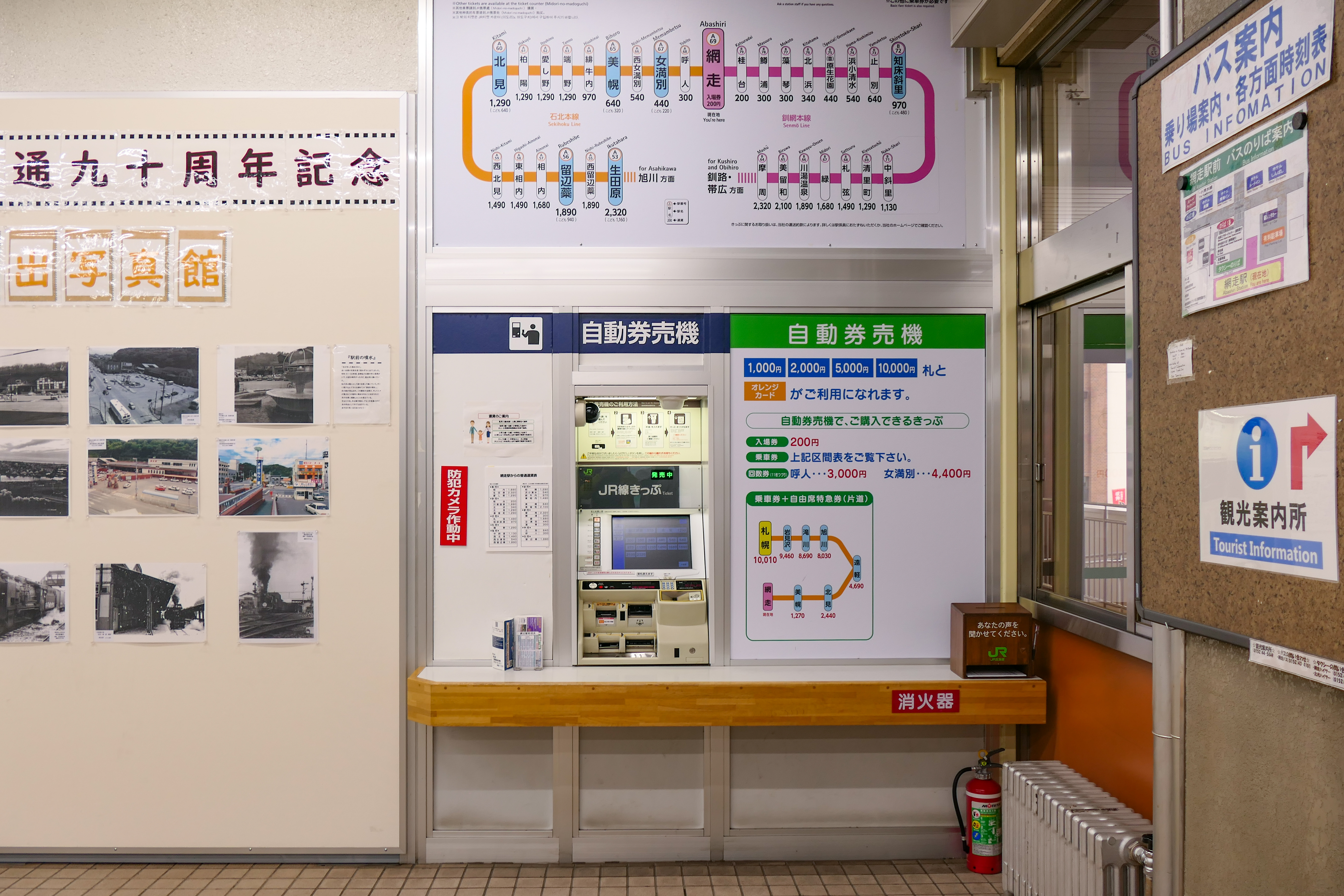
自動券売機（2021年9月）
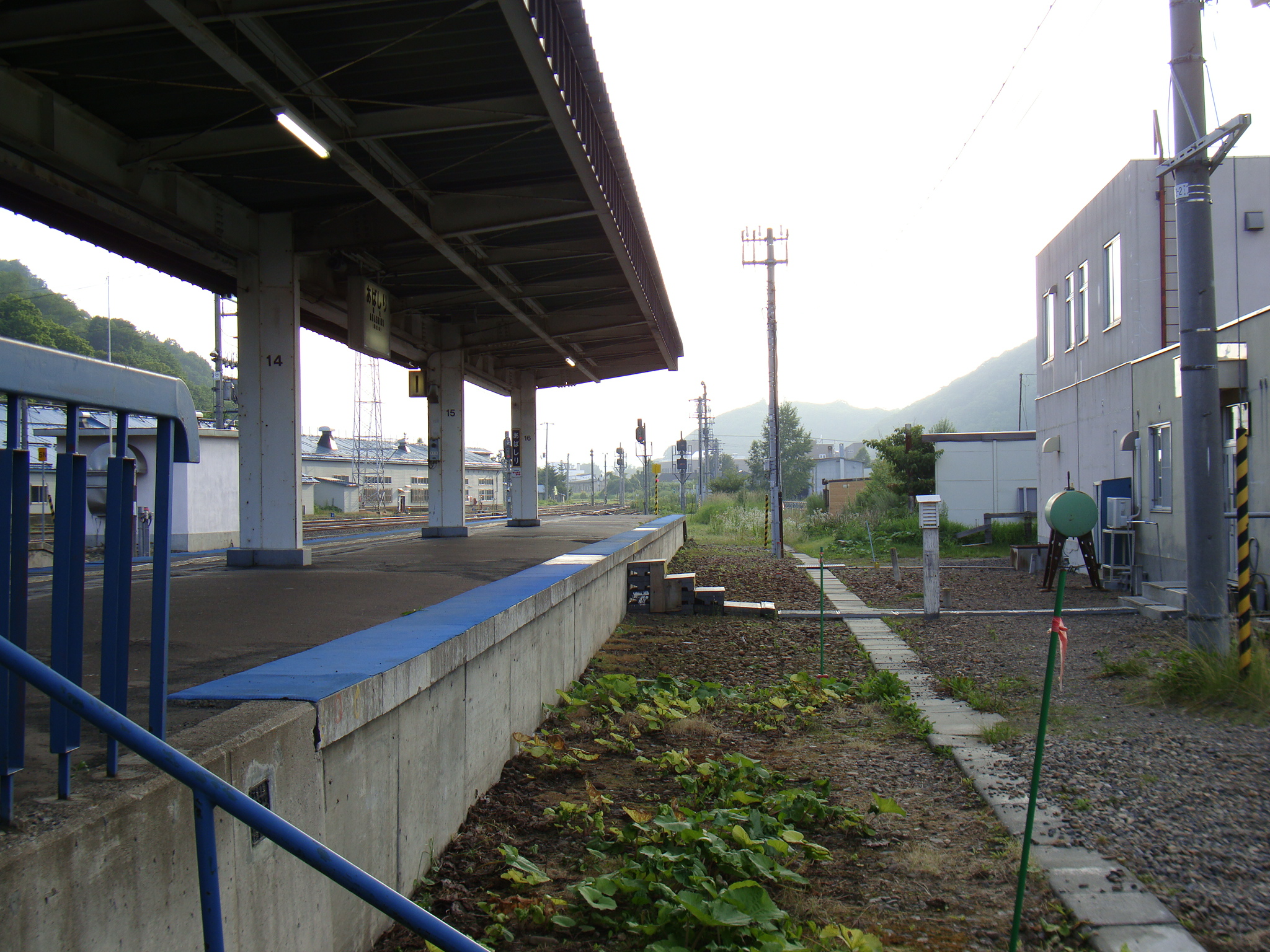
0番線跡（2009年8月）
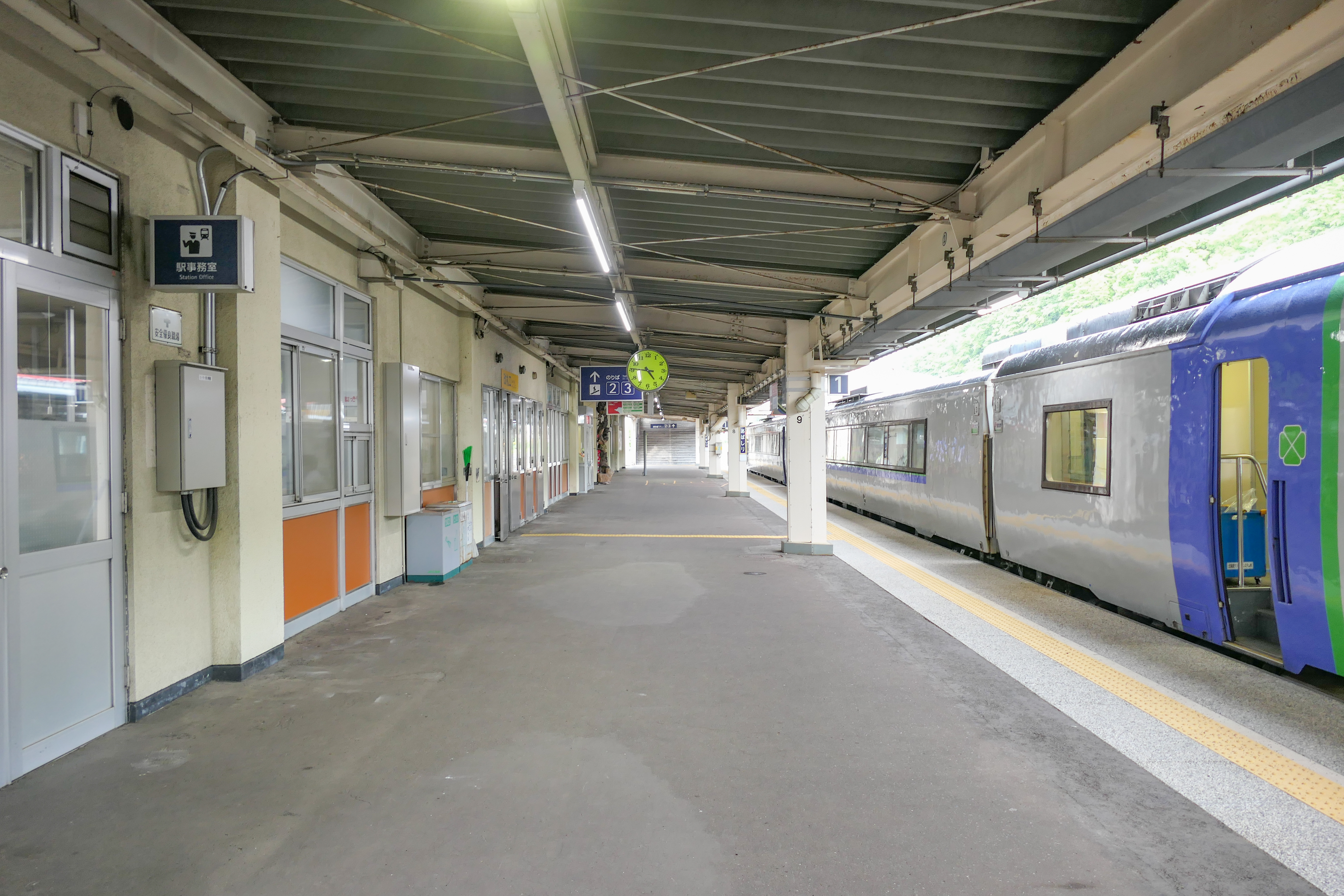
1番線ホーム（2022年6月）
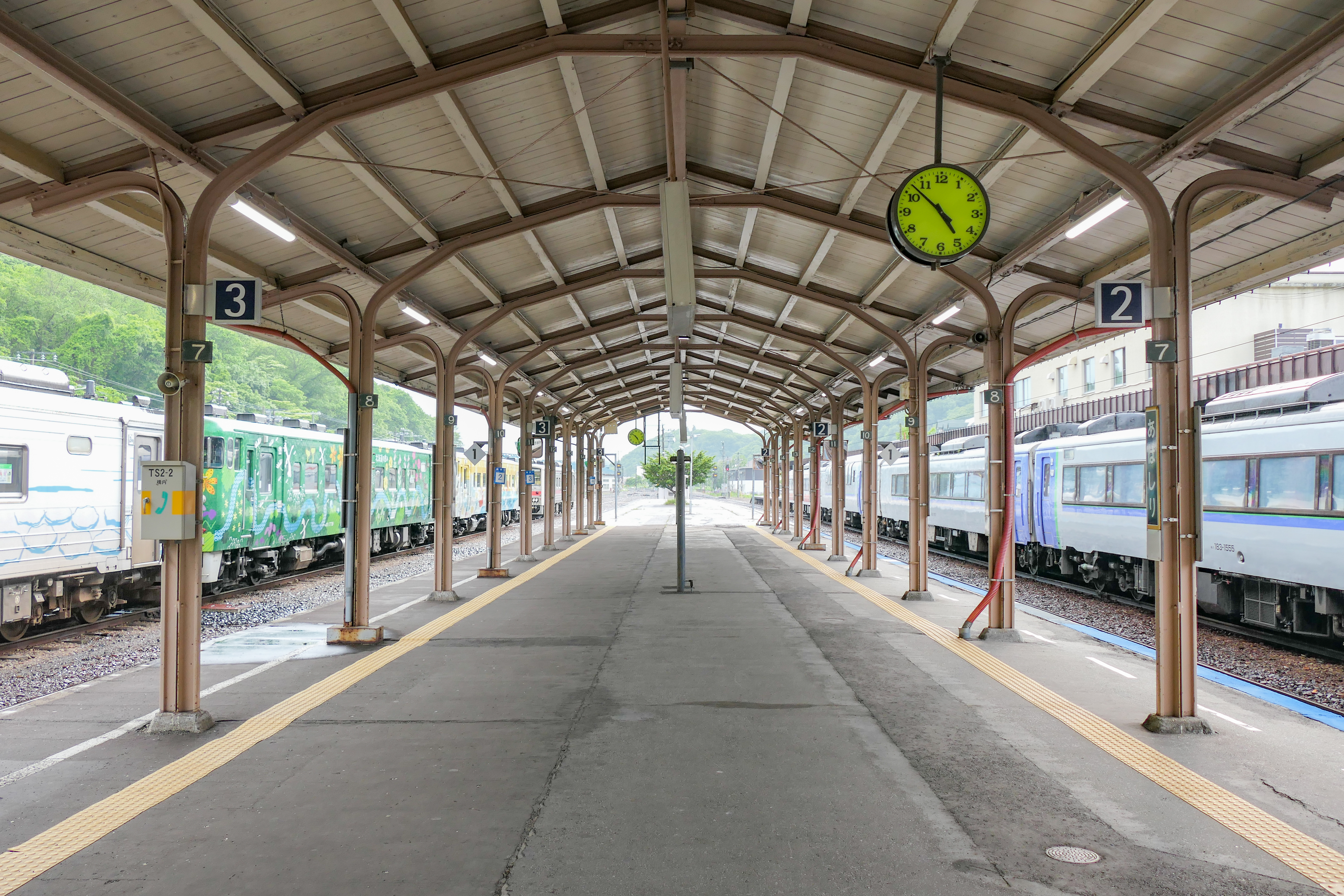
2・3番線ホーム（2022年6月）
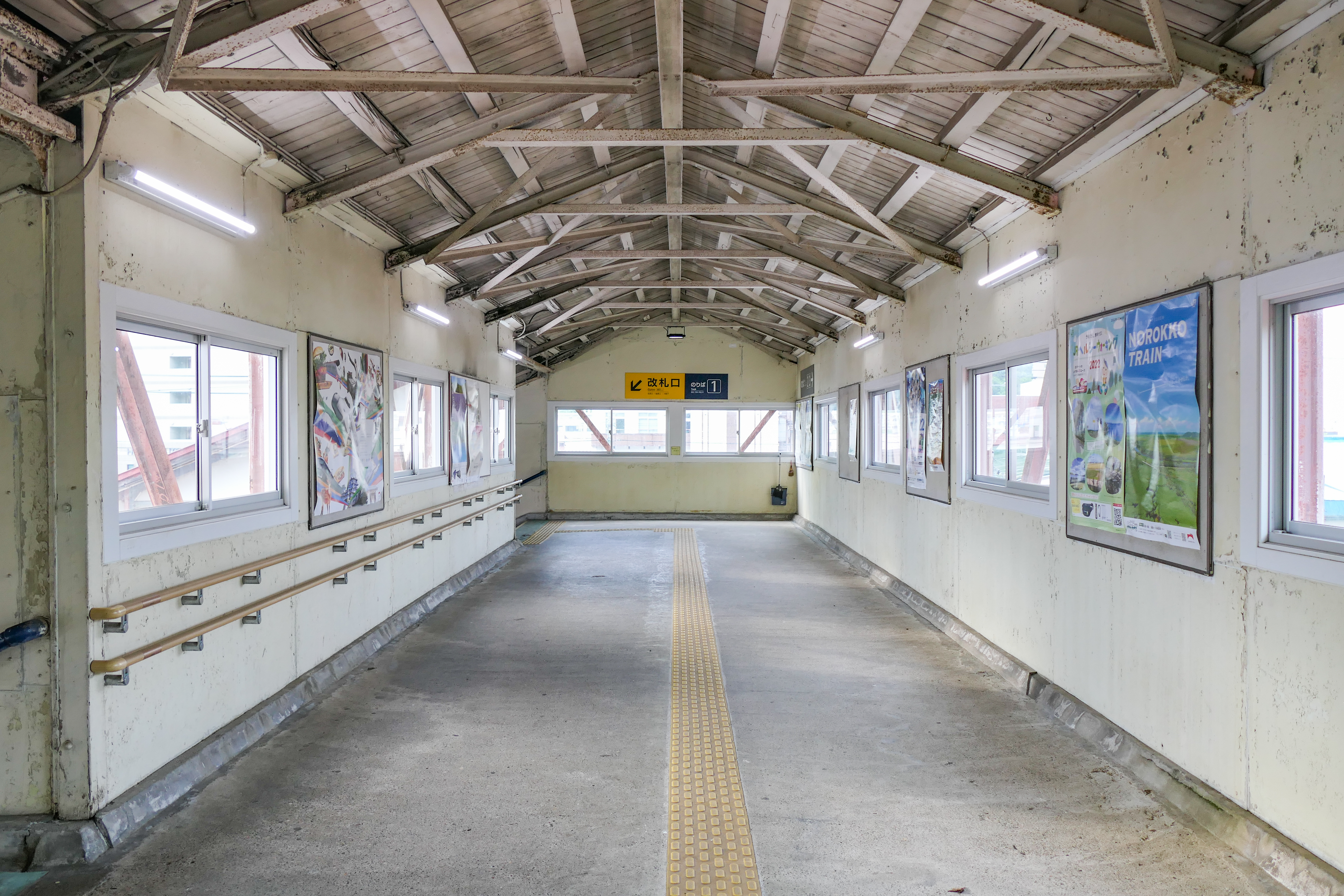
跨線橋（2022年6月）
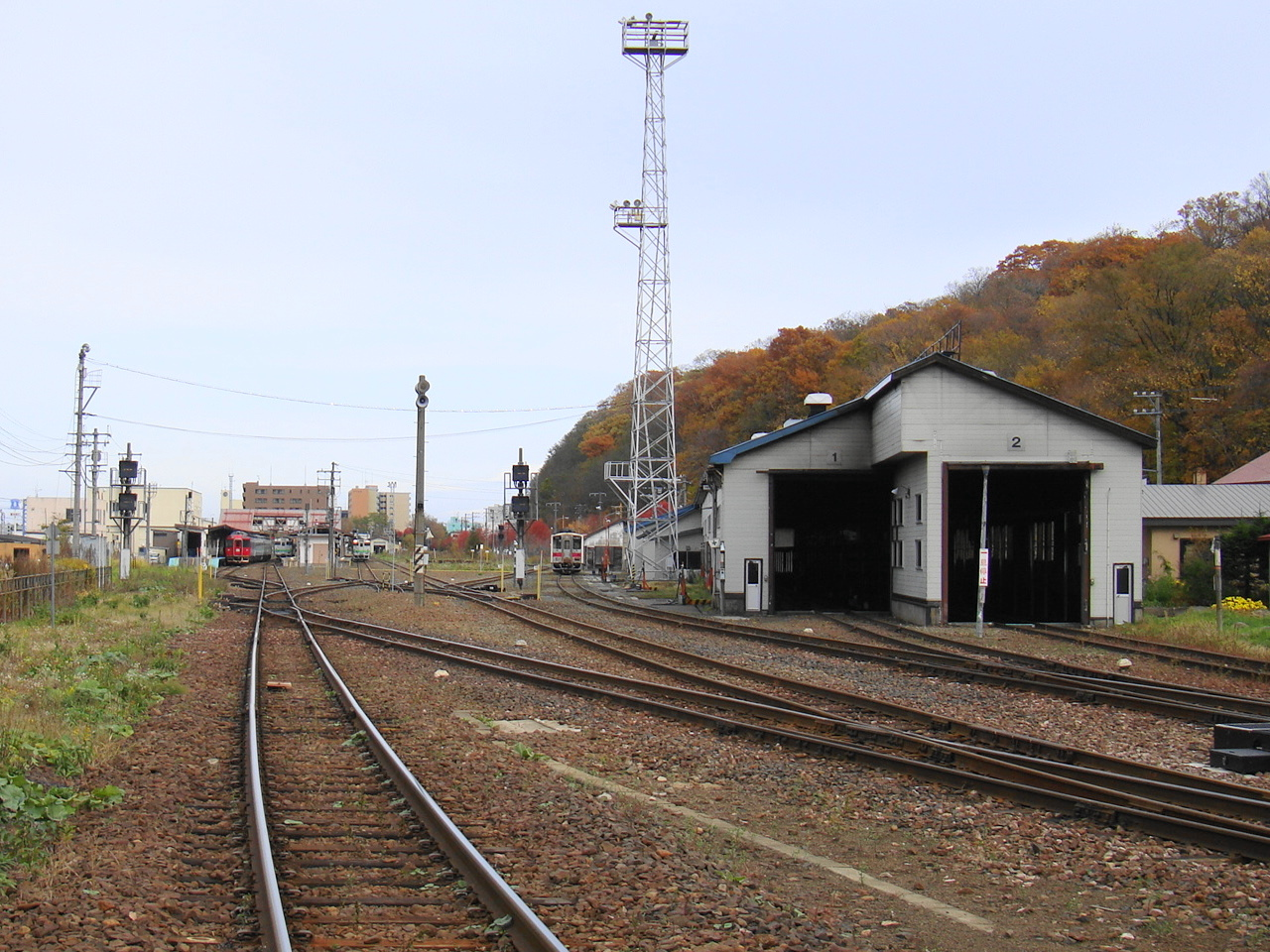
駅構内（2009年10月）

## 駅弁

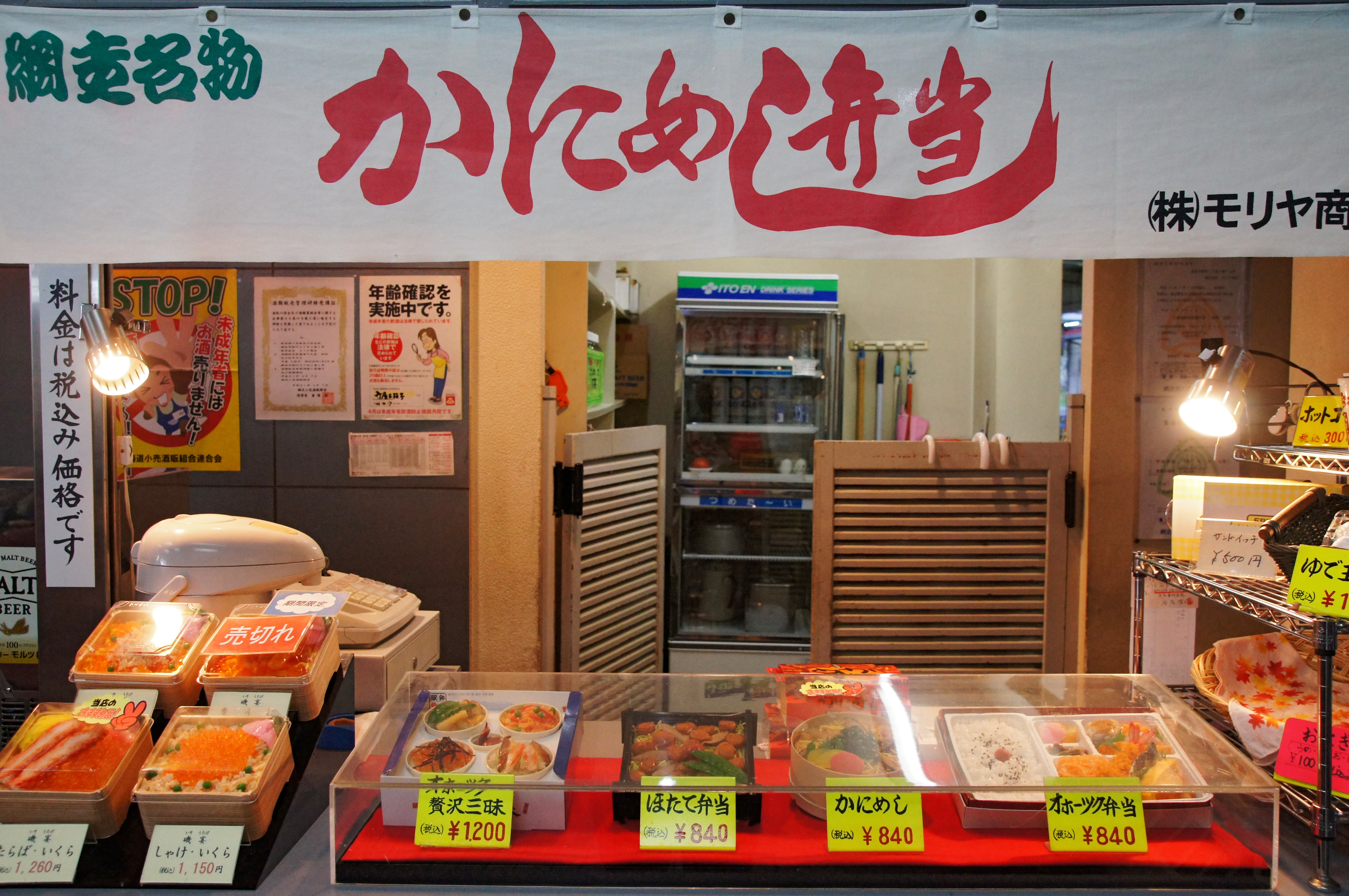
モリヤ商店（2011年9月）

主な駅弁は下記の通り。
- 磯宴 かに・いくら弁当
- 磯宴 うに・いくら弁当
- 磯宴 秋鮭親子弁当
- 磯宴 鮭・いくら弁当
- いくら数の子弁当
- かにめし
- 知床とりめし
- オホーツク弁当
- 帆立弁当

- モリヤ商店（2011年9月）

## 利用状況
乗車人員の推移は以下のとおり。年間の値のみ判明している年については、当該年度の日数で除した値を括弧書きで1日平均欄に示す。乗降人員のみが判明している場合は、1/2した値を括弧書きで記した。
また、「JR調査」については、当該の年度を最終年とする過去5年間の各調査日における平均である。
| 年度               | 乗車人員 | 乗車人員 | 乗車人員 | 出典               | 備考 |
| 年度               | 年間     | 1日平均  | JR調査   | 出典               | 備考 |
| ------------------ | -------- | -------- | -------- | ------------------ | ---- |
| 1974年（昭和49年） | 675,825  | (1851.6) |          | [ * 2 ]            |      |
| 1975年（昭和50年） | 643,961  | (1759.5) |          | [ * 2 ]            |      |
| 1978年（昭和53年） |          | 1486     |          | [ 15 ]             |      |
| 1980年（昭和55年） | 486,639  | (1333.3) |          | [ * 2 ]            |      |
| 1985年（昭和60年） | 376,922  | (1032.7) |          | [ * 2 ]            |      |
| 1990年（平成02年） | 311,176  | (852.5)  |          | [ * 3 ]            |      |
| 1999年（平成11年） | 255,500  | 700      |          | [ * 4 ]            |      |
| 2000年（平成12年） | 244,550  | 670      |          | [ * 4 ]            |      |
| 2001年（平成13年） | 224,475  | 615      |          | [ * 4 ]            |      |
| 2002年（平成14年） | 208,780  | 572      |          | [ * 4 ]            |      |
| 2003年（平成15年） | 201,300  | 550      |          | [ * 4 ]            |      |
| 2004年（平成16年） | 189,100  | 520      |          | [ * 4 ]            |      |
| 2005年（平成17年） | 182,100  | 500      |          | [ * 4 ]            |      |
| 2006年（平成18年） | 167,900  | 460      |          | [ * 4 ]            |      |
| 2007年（平成19年） | 173,500  | 470      |          | [ * 4 ]            |      |
| 2008年（平成20年） | 164,900  | 450      |          | [ * 4 ]            |      |
| 2009年（平成21年） | 153,820  | 420      |          | [ * 4 ]            |      |
| 2010年（平成22年） | 144,075  | 395      |          | [ * 4 ]            |      |
| 2011年（平成23年） | 146,815  | 401      |          | [ * 4 ]            |      |
| 2012年（平成24年） | 142,205  | 390      |          | [ * 4 ]            |      |
| 2013年（平成25年） | 139,200  | 381      |          | [ * 4 ]            |      |
| 2014年（平成26年） | 137,333  | 376      |          | [ * 5 ]            |      |
| 2015年（平成27年） | 134,072  | 366      |          | [ * 6 ]            |      |
| 2016年（平成28年） | 127,750  | 350      | 352.6    | [ * 7 ] [ JR北 3 ] |      |
| 2017年（平成29年） | 123,400  | 338      | 340.6    | [ * 8 ] [ JR北 4 ] |      |
| 2018年（平成30年） | 121,545  | 333      | 301.8    | [ * 1 ] [ JR北 5 ] |      |
| 2019年（令和元年） | 115,290  | 315      | 286.2    | [ * 1 ] [ JR北 6 ] |      |
| 2020年（令和02年） | 87,235   | 239      | 268.2    | [ * 1 ] [ JR北 7 ] |      |
| 2021年（令和03年） | 92,345   | 253      | 257.6    | [ * 1 ] [ JR北 8 ] |      |
| 2022年（令和04年） | 97,820   | 268      | 251.6    | [ * 1 ] [ JR北 9 ] |      |
| 2023年（令和05年） |          |          | 254.8    | [ JR北 10 ]        |      |

## 駅周辺
網走市の代表駅であるが、中心市街地は駅から2km程離れている。施設によっては隣の桂台駅のほうが近い。
- ジェイアール北海道レンタリース（駅レンタカー）網走営業所
- 網走駅前郵便局
- 東横インオホーツク・網走駅前
- ホテルサンアバシリ
- ホテルルートイン網走駅前
- タイムズカーレンタル網走駅前店
- 網走ロイヤルホテル
- 網走信用金庫駅前支店
- 網走グリーンホテル
- 北海ホテル
- ドーミーイン網走
- オホーツク総合振興局
- 北海道立向陽ケ丘病院
- 網走市立西小学校

## バス路線
路線詳細は各バス事業者記事を参照。
網走バス
網走市内線、郊外線、女満別空港連絡バスを運行。
網走バス・斜里バス（共同運行）
知床ウトロ温泉方面および女満別空港方面へ季節運行。
網走観光交通
大空町東藻琴方面へ運行。
斜里バス
斜里町方面へ運行。

## 隣の駅
北海道旅客鉄道（JR北海道）
■石北本線

■普通
呼人駅 (A68) - 網走駅 (A69)
■釧網本線
網走駅 (A69) - 桂台駅 (B79)

### かつて存在した路線
日本国有鉄道（国鉄）
石北本線（貨物支線） - 1984年2月1日廃止
網走駅 - 浜網走駅
湧網線 - 1987年3月20日廃止
二見ヶ岡駅 - （大曲仮乗降場） - 網走駅